# Sleigh Ride

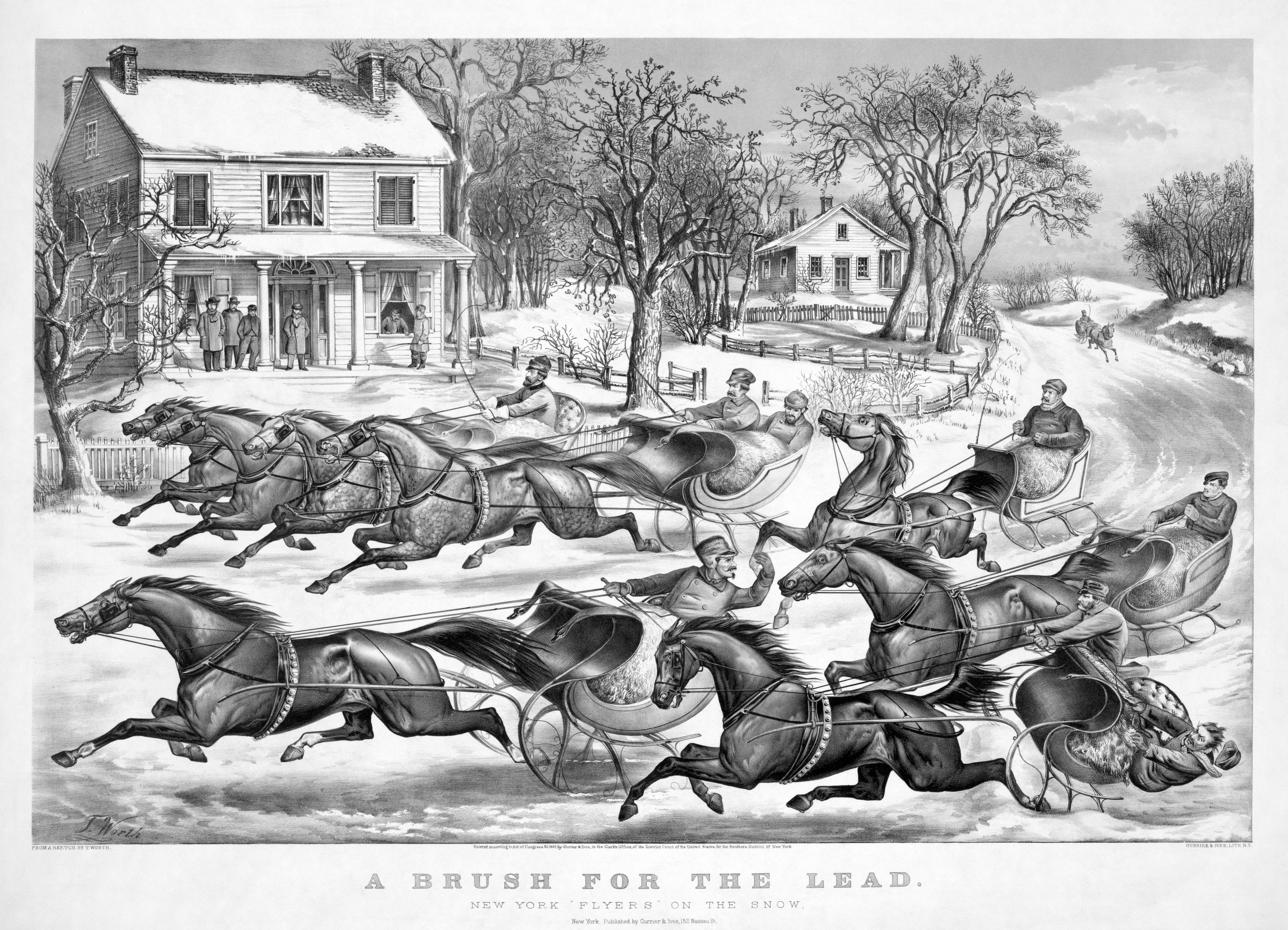
«Перегони лихачів». Літографія Кур'є та Іва, 1867 рік. У пісні порівнюється катання на санях з «малюнком Currier and Ive»

Sleigh Ride («Катання на санях») – популярний оркестровий твір Лероя Андерсона (Leroy Anderson).

## Історичний огляд
Ідея написати цю музику композитору прийшла спекотного липня 1946 року, яку він завершив у лютому 1948 року. Текст пісні про прогулянку на санях зимового дня написав Мітчел Періш у 1950 році. Уперше оркестрова версія у виконанні Артура Фідлера і Бостон Попс Оркестра (Boston Pops Orchestra) була записана 1949 року і стала візитною карткою оркестру. Перша оригінальна моно версія, записана на грамплатівку (45 обертів на хвилину), на відміну від версії 1950 року ніколи не була перезаписана на компакт-диски. Стереофонічний запис був зроблений 1959 року.
Хоча Sleigh Ride асоціюється з Різдвом і часто включається в різдвяні альбоми, у пісні не згадуються зимові свята. А згадка про гарбузовий пиріг натякає на День подяки, а не Різдва. Щоправда, деякі виконавці замінюють слова «birthday party» (відзначення дня народження) на «Christmas party» (різдвяні гуляння).
За даними Американського товариства композиторів, авторів і видавців, Sleigh Ride входить в десятку пісень, що виконуються найбільше у різдвяні свята. А за результатами 2010 і 2011 років ця пісня визнана найпопулярнішим музичним твором у США. Найбільше транслювалась інструментальна версія записана Лероєм Андерсоном.
За словами Стіва Меткалфа, автора книги «Лерой Андерсон: Біо-бібліографія», «„Sleigh Ride“... була виконана і записана більш широким колом музичних виконавців, ніж будь-який інший твір в історії західної музики».